# Dzień Świętej Łucji

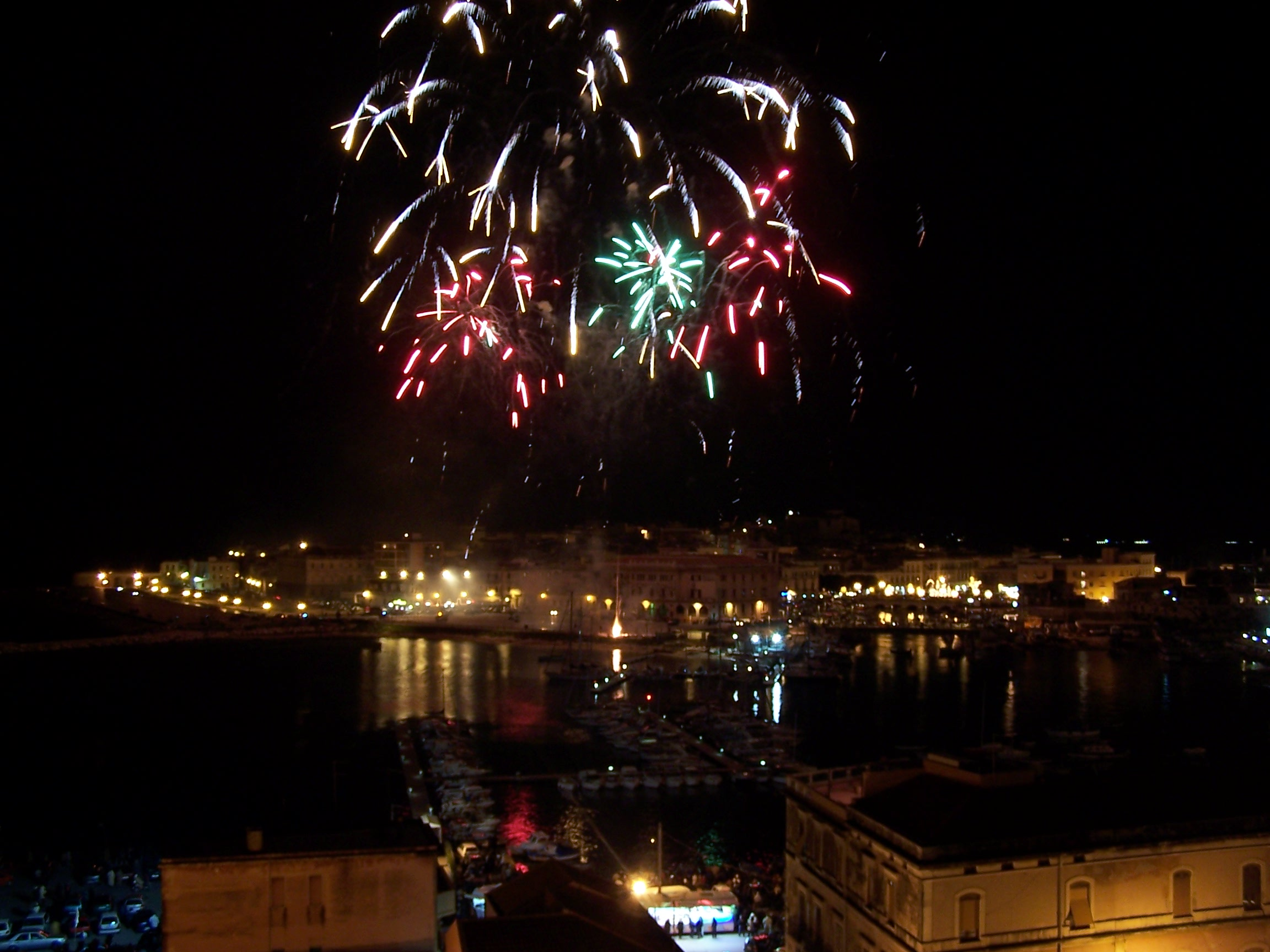
Święto św. Łucji w Syrakuzach.

Dzień Świętej Łucji – święto światła obchodzone 13 grudnia w Szwecji na pamiątkę jego patronki św. Łucji z Syrakuz. Tego dnia odbywają się pochody dzieci w białych strojach, z przewodzącą orszakowi dziewczynką przybraną w wianek z płonącymi świecami.

## Historia
Kult św. Łucji wywodzi się z jej rodzinnych Włoch. Do Szwecji przybył z Niemiec. Święta Łucja, która nie chcąc porzucić swojej wiary, pozbawiła się oczu, stała się patronką dnia uchodzącego za najkrótszy dzień w roku. 13 grudnia wyznaczał też początek adwentu, w związku z którym jeszcze przed nastaniem świtu zasiadano po raz ostatni przed świętami Bożego Narodzenia za suto zastawionym stołem. „Świętą Łucją” w rodzinie zostawała najstarsza córka, ubrana na biało, w wianku z zapalonymi świecami, budziła rodziców, śpiewając tradycyjną włoską piosenkę „Santa Lucia”, podając kawę, czerwone grzane wino (glögg) i pszenne, specjalne na tę okazję przygotowywane, ciastka z rodzynkami i szafranem zwane lussekatter.

## Tradycja w Polsce
W dzień świętej Łucji zwyczajowo rozpoczynano przygotowania do świąt. Według wierzeń ludowych, nieprzestrzeganie tego terminu mogłoby wywołać niezgodę w rodzinie. Tradycje te szczególnie silne były u górali podhalańskich. Uważali oni, że od Łucji na wschodzie przestaje ubywać dnia (a tylko na zachodzie skraca się on jeszcze do 21 grudnia), zatem dzień świętej Łucji był porą graniczną, sprzyjającą czarom i mocom nieczystym. Dlatego okadzano tego dnia dom i obejście, pieczono placki z zielem, które podawano zwierzętom, aby czarownice i guślarze podczas długiej nocy nie mogli wyrządzać szkód. Z tradycją egzorcyzmów tej nocy wiąże się utwór Opowieść zimowa zespołu Armia.
Z 13 grudnia związany był też zwyczaj przepowiadania pogody na cały następny rok. Każdy z dwunastu dni, jakie pozostały do świąt, przynosił pogodę dla kolejnych miesięcy nadchodzącego roku.
W roku liturgicznym Kościoła katolickiego dzień św. Łucji ma rangę wspomnienia obowiązkowego. Kolekta na ten dzień zawiera frazę: „Wszechmogący Boże, ożyw w nas gorliwość za wstawiennictwem świętej Łucji, dziewicy i męczennicy, abyśmy za jej przykładem postępowali na ziemi jak dzieci światłości, a w niebie oglądali jej chwałę”.

## Tradycja w Syrakuzach
Dzień św. Łucji również uroczyście obchodzony jest w Syrakuzach we Włoszech, którego święta jest patronką, w którym urodziła się i została ścięta mieczem w wieku 23 lat.